# John Morley, 1. Viscount Morley of Blackburn

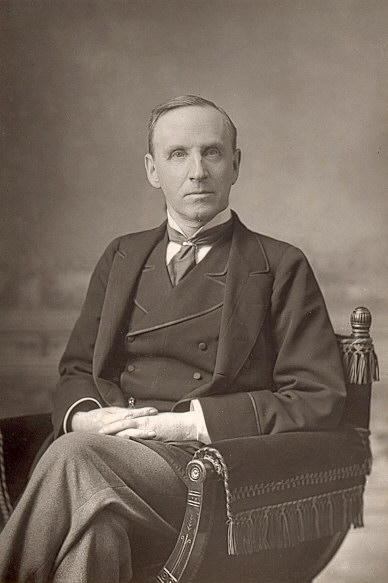
John Morley
Woodburytype, ca. 1890 (?)

John Morley, 1. Viscount Morley of Blackburn, OM, PC (* 24. Dezember 1838 in Blackburn, Lancashire; † 23. September 1923 in Flowermead, Wimbledon Park, London) war ein britischer Staatsmann, Biograph, Literaturkritiker und Publizist.

## Leben
John Morley wurde am Cheltenham College erzogen, studierte an der Universität Oxford und war seit 1873 als Rechtsanwalt tätig, bis er sich nach wenigen Jahren mit ungeteilter Kraft dem politischen Journalismus zuwandte. Schon als 22-Jähriger hatte er – „nebenher“ – die Herausgeberschaft der Literary Gazette übernommen. Von 1867 bis 1882 gab er als Nachfolger von George Henry Lewes den Fortnightly Review heraus, von 1880 bis 1883 die Pall Mall Gazette, bei der er mit Matthew Arnold zusammenarbeitete, und von 1883 bis 1885 das Macmillan's Magazine.

### Politische Karriere
1883 wurde Morley als liberaler Abgeordneter für Newcastle-upon-Tyne ins Unterhaus gewählt (bis 1895). Von 1896 bis 1908 vertrat er den Wahlkreis Montrose Burghs (Schottland).
Morley stieg binnen kurzem in den Führungskreis der liberalen Parlamentsfraktion auf. Im Februar 1886 wurde er von Gladstone ins Kabinett berufen und zum Chief Secretary for Ireland ernannt. Seine erste Amtszeit in dieser Schlüsselposition endete jedoch schon ein halbes Jahr später infolge der Wahlniederlage der Liberalen bei den Unterhauswahlen 1886.

### Chief Secretary for Ireland
Als die Liberalen mit den Wahlen von 1892 wieder an die Regierung kamen, wurde Morley erneut mit dem Amt des Chief Secretary for Ireland betraut. Als Gladstones Vertrauensmann in Dublin Castle vertrat er dessen Politik einer gemäßigten Home Rule, d. h. einer Autonomie für Irland innerhalb des Vereinigten Königreiches von Großbritannien und Irland. Im Gegenzug war Morley in Verhandlungen mit Charles Stewart Parnell bemüht, die Unterstützung der irischen Abgeordneten für die liberale Regierung im britischen Parlament zu sichern. Das Ansehen, das er sich unter vielen Iren erwarb, kam ihm bei der Unterhauswahl 1892 in seinem mehrheitlich von Arbeitern bewohnten Wahlkreis Newcastle-upon-Tyne zugute. Obwohl sich Morley aufgrund seiner wirtschaftsliberalen Überzeugung gegen die Einführung des Achtstundentages aussprach, wurde er dank der Stimmen der irischen Arbeiter wiedergewählt.
Als König Edward VII. 1902 den Order of Merit stiftete, war Morley unter den ersten Persönlichkeiten, denen er den Orden verlieh. Im gleichen Jahr wurde er in die American Academy of Arts and Sciences sowie in die British Academy gewählt.

### Secretary of State for India
Im Kabinett von Henry Campbell-Bannerman (1905–1908) war Morley Secretary of State for India, d. h. Minister für Indien. Er ernannte erstmals zwei Inder zu Mitgliedern des ihm zugeordneten Council of India. Mit Gopal Krishna Gokhale, dem Führer des Indischen Nationalkongresses, verhandelte er über die Forderungen der indischen Nationalbewegung und setzte Schritte zur weitergehenden Dezentralisierung der Verwaltung der Kolonie durch. Als Campbell-Bannerman 1908 zurücktrat und Herbert Henry Asquith ihm als Premierminister folgte, bestätigte er Morley als Indien-Minister. Zusammen mit dem Vizekönig, Gilbert Elliot-Murray-Kynynmound, 4. Earl of Minto, bereitete er den Weg für den Indian Councils Act 1909 (allgemein als „Morley-Minto Reforms“ bezeichnet), ein Verfassungsgesetz, das die Grundlagen für die Beteiligung von Indern an der Regierung Britisch-Indiens legte.

### Lord President of the Council
1908 wurde John Morley mit dem Titel eines Viscount Morley of Blackburn in den Adelsstand erhoben. Abgesehen von der damit ausgesprochenen Auszeichnung verfolgte Asquith damit einen praktischen Zweck, nämlich Morley von den zeitraubenden Verpflichtungen eines Unterhaus-Abgeordneten zu entlasten.
1910 wurde Morley zum Lord President of the Council mit Kabinettsrang ernannt. 1911 war Morley maßgeblich daran beteiligt, den Parliament Act durch das Oberhaus zu bringen. Mit diesem lange umkämpften Gesetz stimmte das Oberhaus in einem Akt der Selbstentmachtung der Aufhebung seines Vetorechtes gegen Gesetzesvorlagen des Unterhauses zu und bestätigte das Unterhaus damit als den eigentlichen Gesetzgeber.
Als Großbritannien am 5. August 1914 Deutschland den Krieg erklärte, trat Morley als Lord President of the Council zurück, ebenso wie ein zweiter Minister, John Elliot Burns. Morley hatte sich im Kabinett stets dagegen gewandt, dass Großbritannien sich mit einem Bündnis an Frankreich band und dadurch den französischen Revanchismus ermutigte. Die Gründe für seinen Rücktritt legte er in seinem Memorandum on Resignation dar, das sein Neffe Guy Morley 1928, nach dem Tode seines Onkels, veröffentlichte und das Aufsehen erregte.
Seinen Lebensabend verbrachte er in seiner Villa in Wimbledon. Er war von 1894 bis 1921 Trustee des British Museum und – bis sechs Monate vor seinem Tode – Kanzler der University of Manchester.
Lord Morley wurde im Golders Green Crematorium eingeäschert, seine Asche auf dem Putney Vale Cemetery, London, bestattet. Seine 1870 mit Rose Ayling geschlossene Ehe blieb kinderlos, der Titel Viscount Morley of Blackburn erlosch mit seinem Tode.

## John Morley als Literat und Biograph
Morley widmete die Jahre, in denen er nicht dem Kabinett angehörte und „nur“ Abgeordneter war, seiner zweiten Leidenschaft (neben der Politik): der Biographie. Schon als Journalist hatte er damit begonnen: mit Biographien von Edmund Burke, Voltaire, Rousseau, Diderot und Richard Cobden. Die Auswahl der von Morley porträtierten ist keineswegs zufällig. Einen Lebensweg nachzuzeichnen, war ihm stets (auch) ein Anlass, seine eigenen Überzeugungen zu entfalten. Von 1878 bis 1892 gab Morley die bei Macmillan erscheinende Reihe English Men of Letters heraus, ebenso deren von 1902 bis 1919 erschienene Neue Folge.
Sein Meisterwerk ist die 1903 in drei Bänden erschienene Biographie Gladstones, ein Meilenstein in der Entwicklung der historisch-politischen Biographie. Morley schrieb in einem eleganten Stil. Auch war er ein glänzender Redner. Dies trug ihm u. a. die ehrenvolle Einladung ein, die Romanes Lecture 1909 zu halten (über Machiavelli).
Ein Ausdruck der Anerkennung, die Morley als Historiker genoss, war, dass Andrew Carnegie ihm die bedeutende Bibliothek des 1902 verstorbenen Lord Acton schenkte, die er aus dessen Nachlass gekauft hatte. Morley vermachte sie seinerseits der Universität Cambridge.
Im Alter von fast 80 Jahren vollendete Morley 1917 seine in zwei Bänden publizierten Memoiren Recollections.

## Werke

### Biographien
- Edmund Burke. A historical study. Macmillan, London 1867.
- Voltaire. Chapman and Hall, London 1871.
- Rousseau. 2 Bände. Chapman and Hall, London 1873.
- Diderot and the Encyclopaedists. Chapman and Hall, London 1878.
- The Life of Richard Cobden. 2 Bände. Chapman & Hall, London 1881.
- Walpole. Macmillan, London 1889.
- Oliver Cromwell. Macmillan, London 1900.
- The Life of William Ewart Gladstone. 3 Bände. Macmillan, London 1903.

### Sonstige Schriften
- Critical Miscellanies. Chapman and Hall, London. In 3 Bänden zwischen 1871 und 1886. <Essays zu Literatur, Tagesereignissen, Politik, Philosophie und Geschichte>
- The Struggle for National Education. Chapman & Hall, London 1873.
- On Compromise. Chapman & Hall, London 1874. Deutsche Ausgabe: Überzeugungstreue. Carl Rümpler, Hannover 1879.
- Aphorisms. An address delivered before the Edinburgh Philosophical Institution. Macmillan, London 1887.
- Studies in Literature. Macmillan, London 1891.
- Literary essays. Humphreys, London 1906.
- Notes on Politics and History. Macmillan, London 1913.
- Recollections. 2 Bände. Macmillan, London 1917.